# Miguel Marriaga
Miguel Marriaga  (né le 6 juin 1984 à Maracaibo au Venezuela) est un joueur de basket-ball vénézuélien. Il évolue aux postes d'ailier fort et de pivot.

## Palmarès
- 3e du championnat des Amériques 2005
- Champion des Amériques 2015
- Finaliste du championnat d'Amérique du Sud 2012
- Champion d'Amérique du Sud 2014